# Изоанобаза
Изоанобаза (грч. isos - једнак, грч. - - издизање и грч. basis - кретање, оснивање) је линија која на географској карти спаја тачке са истим износом издизања услед тектонских покрета.